# 宇曽利湖

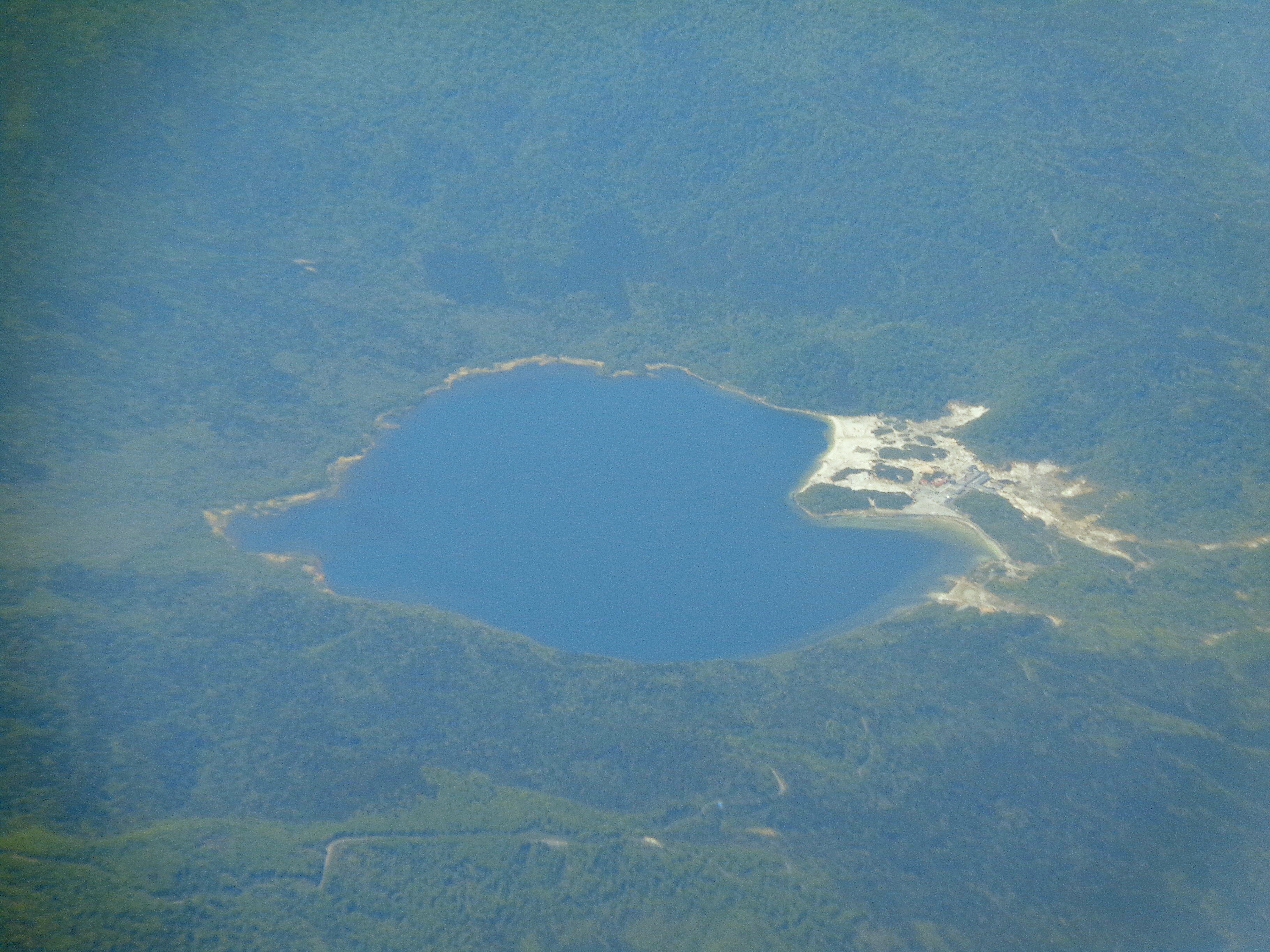
宇曽利湖を空撮（2019年）

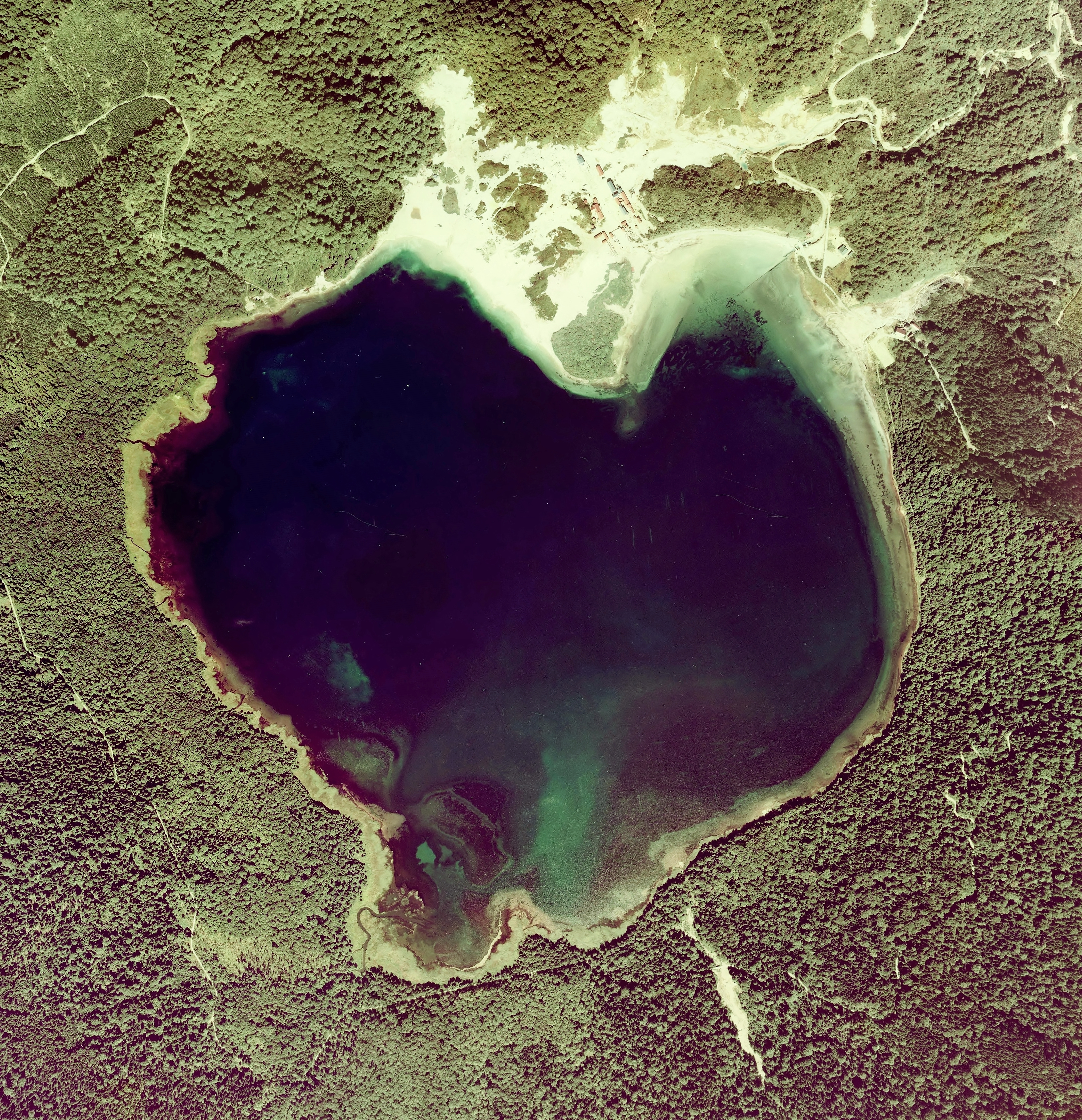
宇曽利湖周辺の空中写真。画像上部（湖の北岸）の裸地が恐山。1975年撮影の4枚を合成作成。
。

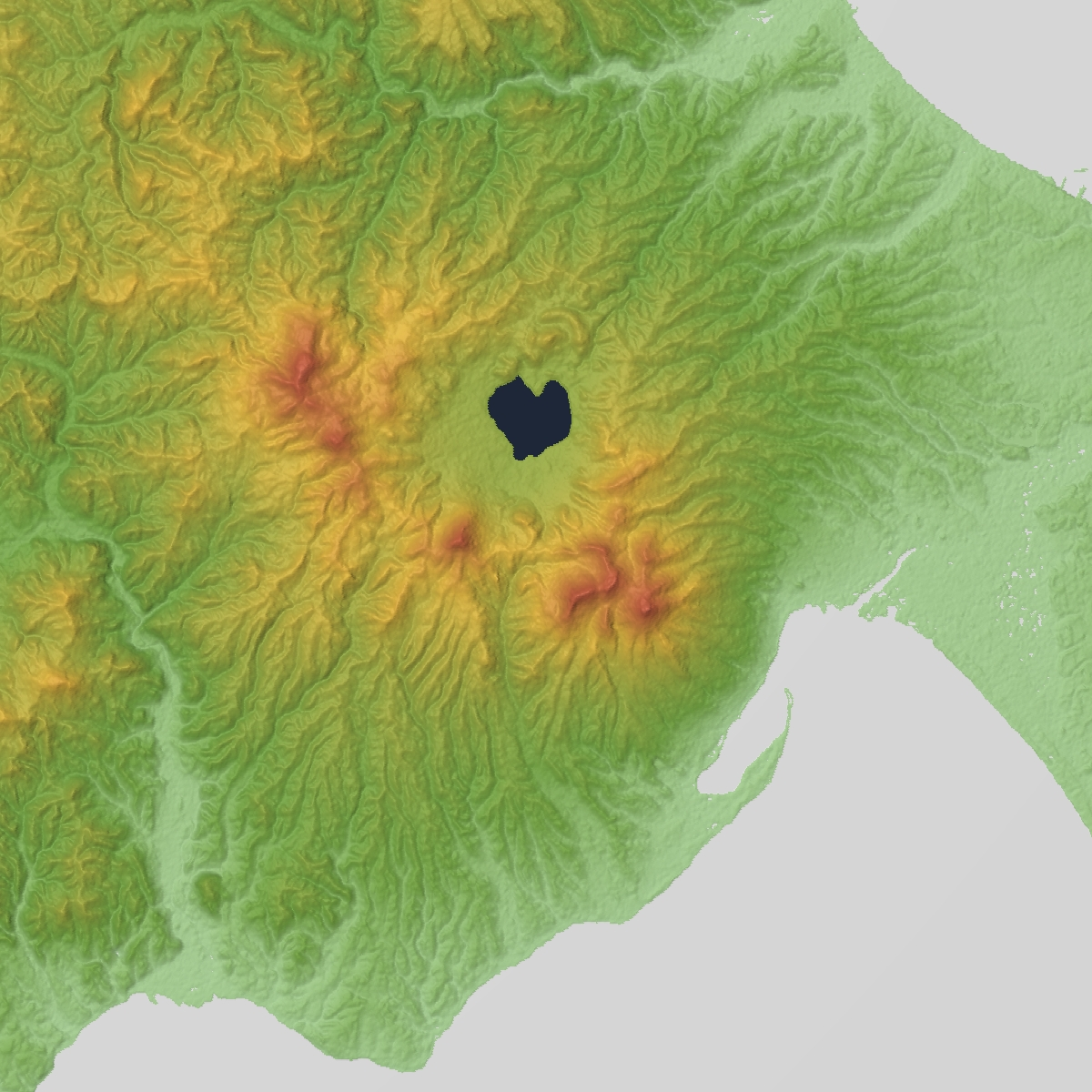
地形図
宇曽利カルデラと宇曽利湖

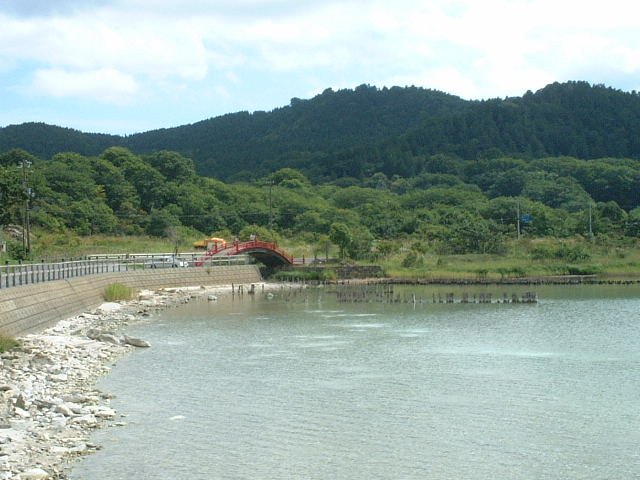
湖の流出部、正津川にかかる反り橋

宇曽利湖（うそりこ）は、下北半島のほぼ中心、恐山にある湖。湖全体が青森県むつ市に属し、下北半島国定公園に指定されている。
恐山が古くは宇曽利山（うそりやま）と呼ばれたことに由来する。
国土地理院による正式名称は「宇曽利山湖（うそりやまこ）」であるが、地元では宇曽利湖と呼ばれる。

## 地理
恐山山地の剣山の噴火で形成されたカルデラ湖。外輪山に端を発する流入河川は十数本あるが、流出河川は津軽海峡にそそぐ正津川（しょうづがわ）の1本のみである。外輪山は鶏頭山、地蔵山、剣山、大尽山、小尽山、北国山、屏風山、釜臥山の八峰。宇曽利湖と外輪山を総称して恐山とよぶ。湖の北東部は霊場恐山の境内になっており、温泉が湧き、火山ガスや水蒸気が噴出している箇所がある。恐山は活火山として指定されている。
湖の底部は全体的に平坦だが、1ヶ所だけ急激に深くなっているところがある。ただし、発見することは困難である。

## 水質
水素イオン濃度はpH3.5付近の酸性となっている。
流入河川のほとんどが中性であるが、宇曽利湖の北東部から流れ込む沢にpH3以下の強酸性のものがあることや、湖底から硫化水素が噴出し、湖水に溶解していること、流出河川がたった1本しかないことなどが強酸性の要因である。
場所によってpHに差異がみられ、例えば中性の流入河川の河口付近の酸性度はpH4〜6程度となっている。さらに湖水全体のpHも降雨量、降雪量などの気象条件によって年間を通じて変動している。
今後の恐山の火山活動によって水質に変動があることが予測されている。

## 生物相
湖に棲息する魚類はウグイ1種のみ。その他、ヤゴなどの水生昆虫、プランクトン、プラナリアが確認されている。また、流入河川（中性）の河口に近い湖底には数種の水草が繁茂しているが、湖の中心部にいくにつれてみられなくなる。
宇曽利湖に棲息するウグイ（宇曽利湖ウグイ）は、世界中の魚類の中で最も酸性度の強い湖に棲む魚類である。そのため、このウグイについて、これまでに地元の研究者や青森県立大湊高等学校、青森県立田名部高等学校、大学の研究者が調査研究を行ってきている。これらの研究より、宇曽利湖のウグイには他のウグイにはみられない特殊な塩基細胞がエラにあることや、中性の流入河川に遡上して産卵すること、成長するにつれ湖まで下がってくること、流出河川である正津川を下って海に出ないことなどがわかってきた。
しかし、昭和40年代末、宇曽利湖ウグイが産卵のため遡上する流入河川のいくつかにヒューム管敷設工事を施したため、ウグイが遡上できなくなった上、人間の乱獲、卵の踏みつぶしによって生息数が激減した。
なお、中性の流入河川にはドジョウが棲息している。河口付近に生えるヨシなどの水生植物の間はpH5 - 6の弱酸性であるため、棲息可能であるが、それより先の宇曽利湖には下りることはない。
宇曽利湖周辺で確認されている鳥類は、コチドリ、ツツドリ、ウグイス、コガラ、アオジ、ベニマシコ、ホオジロ、トビ、エナガ、ヒガラ、コゲラ、ゴジュウカラ、シジュウカラ、カッコウ、キビタキ、キジバト、カワウ、カイツブリ、アオサギ、イソシギ、マガモなどである。
湖に注ぐ頭無沢（かしらなしざわ）には、水銀を吸収する性質を持つヒロハツボミゴケ（別名：チャツボミゴケ）というコケの一種が群落をつくっている。

## 観光
- 日本三大霊場のひとつである恐山があり、恐山温泉が湧出している。東岸にはかつて湯坂温泉があったが廃業した。

## アクセス
むつ市街より青森県道4号むつ恐山公園大畑線。

## 関連事項
- 日本の湖沼一覧
- 恐山（日本三大霊場）
- 青森県の観光地